# Buried (Prison Break)
Buried este al 7-lea episod din sezonul al 2-lea al serialului de televiziune Prison Break.